# Hamburg-Ohlsdorf (przystanek kolejowy)
Hamburg-Ohlsdorf – przystanek kolejowy w Hamburgu, w Niemczech, na sieci S-Bahn. Obsługiwany jest przez pociągi linii S1 i S11 S-Bahn oraz stanowi również stację metra na linii U1. Obsługuje codziennie co najmniej 20 000 osób (2001) i jest jednym z większych punktów przesiadkowych w sieci kolei miejskiej w Hamburgu.